# Juraj Vojsalić
Juraj Vojsalić, vojvoda u Bosni (1399. – ?, nakon 1437.), pripadnik velikaškog roda Hrvatinići.
Bio je sin Vojislava Vukčića, mlađeg brata Hrvoja Vukčića Hrvatinića. Nasljedio je ostatak Hrvojevih posjeda.

Spominje se 15. svibnja 1417. kada je dubrovačko Vijeće umoljenih raspravljalo o darivanju njegovih zabavljača. Dvije godine poslije spominje se kao svjedok od Donjih kraja u povelji kralja Stjepana Ostojića, kojom je 5. svibnja u gradu Zvečaju na Vrbasu potvrdio Dubrovčanima povlastice svojih prethodnika. Juraj tada nosi naslov kneza, ali bez oznake područja. Na početku svibnja te godine boravili su njegovi poslanici u Dubrovniku.
Nakon promjene na vlasti u Bosni polovinom 1420. godine, Juraj je napustio svrgnutoga Stjepana Ostojića i pristupio novoizabranom Tvrtku II Kotromaniću. U njegovoj je pratnji bio kada je Tvrtko 16. kolovoza 1420. u Visokom potvrdio Dubrovčanima darovanje župe Konavli i utvrde Sokol, a i kada je u Milodražu 18. istog mjeseca 1421. potvrdio Dubrovčanima povlastice svojih prethodnika, oca Tvrtka I i Ostoje. Juraj se navodi među svjedocima, i tada je prvi put pouzdano zabilježen kao vojvoda, kojim je zacijelo postao između ta dva datuma.
U sukobima s ostalim hrvatskim plemstvom u Bosni 1430. – 35. Juraj je podupirao Tvrtka II, a za kraljeva boravka u Ugarskoj 1434. – 35. uspješno je ratovao protiv vojvode Sandalja Hranića Kosače, ispod čije je vlasti oslobodio braću Jurjeviće, članove velikaške obitelji Radivojevića, te Vuka Vukićievića i poveljom napisanom u Podkreševu vratio im njihove gradove i zemlje koje im je Sandalj bio oduzeo. Potkraj svibnja 1434. Mlečani su ga primili za svoga plemića podijelivši mu mletačko građanstvo. U povelji, koja potvrđuje taj čin, Mlečani Jurja nazivaju Posilovićem.
Po kraljevu povratku u Bosnu Juraj je nastavio 1435. podupirati Tvrtka II protiv Sandaljeva nasljednika, vojvode Stjepana Vukčića Kosače. S tim u vezi Juraj se za pomoć obraćao Dubrovčanima, koji su mu pomogli u oružju, ljudima i brodovima. God. 1437. Juraj je od pape Eugena IV. dobio dopuštenje da može sagraditi franjevački samostan i crkvu u čast Blažene Djevice Marije (u gradu Grebenu, bila je dovršena 1447.). Drži se da je podigao i crkvu sv. Jurja u Jezeru.
Juraj Vojsalić imao je sinove, starijeg vojvodu Petra, koji je preuzeo njegov položaj i naslijedio posjede, i mlađeg Jurja, koji se spominje samo 1434. godine.